# Glossosoma nigrior
Glossosoma nigrior är en nattsländeart som beskrevs av Banks 1911. Glossosoma nigrior ingår i släktet Glossosoma och familjen stenhusnattsländor. Inga underarter finns listade i Catalogue of Life.